# Zelfportret van Peter Paul Rubens
Het Zelfportret van Peter Paul Rubens is een zelfportret dat Peter Paul Rubens vermoedelijk tussen 1623 en 1630 schilderde. Het werk wordt sinds 1972 tentoongesteld in de Rubenshuis te Antwerpen. Dit schilderij is, naast de Onze-Lieve-Vrouwekathedraal en het standbeeld van Brabo een symbool van deze stad.
Roger de Piles, een Frans kunsthistoricus schreef in 1681: Rubens was charmant en welgemoed, hij was gevat en zijn geest was levendig en scherp. Hij sprak bedaard en de toon van zijn stem was uiterst aangenaam. Dat alles maakte van hem van nature tot een man die welsprekend was en overtuigend. Een aantal andere tijdgenoten wijzen ook op het minzame karakter van de man en zijn intellect als redenen van zijn succes bij zijn politiek-diplomatieke activiteiten en zijn bloeiende kunsthandel.
Zoals bijna alle intellectuelen in Antwerpen gedroeg Rubens zich naar christelijke en stoïsche gedragsregels: deugdzaamheid betrachten, standvastigheid betonen in de Goddelijke voorzienigheid en immuun zijn voor ontwrichtende passies. Dit zelfportret straalt alleszins zelfbewustheid uit, onthechting en rust. Over zijn leeftijd zijn kunsthistorici het tot op heden nog niet eens. Hij schilderde slechts zes zelfportretten waarbij hij nooit verwees naar zijn activiteit als schilder maar eerder naar zichzelf als een eloquente heer. Hier draagt hij een hoed met brede rand die de kaalheid verbergt die al op jongere leeftijd optrad en een zwart wambuis met splitten. Koning Karel I van Engeland was eigenaar van een zelfportret van Rubens en een schilderde hij voor zijn eigen verzameling.
De aankoop in 1972 van dit schilderij was belangrijk voor België omdat nergens in het land een portret van Rubens was te zien. Antwerpen kocht dit werk op een Londense veiling voor ongeveer 370 000 euro, bedrag samengebracht door de stad, Antwerpse bedrijven, particulieren en de Vrienden van het Rubenshuis. Het werd een van de belangrijke aantrekkingspolen van dit museum.